# Grube Glanzenberg
Die Grube Glanzenberg war eine bedeutende Blei- und Zinkerzgrube in Silberg, heute einem Ortsteil der Gemeinde Kirchhundem im Kreis Olpe (Nordrhein-Westfalen). Trotz ihrer Lage im südlichen Sauerland war die Grube eine der nördlichsten Gruben, die auf Siegerländer Erzgängen baute.

## Geschichte
1876 wurde die Grube erstmals genannt. 1888 wurden die Bergrechte auf Silber-, Blei-, Zink-, Kupfererze und Eisenstein neu verliehen. Konsolidationsgruben waren Goldberg I & Goldberg II. Diese konsolidierten am 2. März 1898 mit Glanzenberg und gingen in den Besitz von Kaufmann Heinrich Haines aus Köln über.
Ab 1895 wurde Tiefbau betrieben. Die Hauptschächte wurden auf dem Gelände der Gruben Goldberg I & II betrieben. Der Schacht Goldberg II hatte eine Teufe von 500 m. Gefördert wurden 2 Mio. t Bleierze und 1,5 Mio. t Zinkerze. 1930 erfolgte die Umstellung von nassmechanischer Aufbereitung auf Flotation. Diese Aufbereitungsanlage war bis in die 1940er in Betrieb. Bis zu 300 Belegschaftsmitglieder arbeiteten in der Grube, vor der Stilllegung im Jahr 1935 waren es 275 Mitglieder.
Im August 2004 traten auf dem Gelände der Grube Tagesbrüche auf.